# Проња
Проња (блр. Проня; рус. Про́ня) река у Могиљовској и Витепској области Белорусије и десна притока реке Сож (део басена Дњепра).
Извире у западном делу Смоленског побрђа у близини варошице Дрибин. Типична је равничарска река коју одликује доста спор ток и речно корито препуно меандара. Има мешовити режим храњења, са највишим водостајем током лета када су и честе поплаве дуж њених обала. Под ледом је од краја новембра до краја марта.
Укупна дужина тока је 172 km, површина сливног подручја 4.910 km², а просечан проток на ушћу око 30 m³/s.
Улива се у реку Сож код града Славгарада. Најважније притоке су Басја (104 km) и Раста (100 km).
Поред Славгарада на њеним обалама лежи и град Горки.